# Antonio Tripoti
Antonio Tripoti (Teramo, 6 giugno 1809 – Teramo, 21 ottobre 1872) è stato un funzionario e patriota italiano.

## La vita
Rivela molto presto un acceso sentimento patriottico che lo espone a persecuzioni, per cui è costretto ad emigrare in Francia appena diciannovenne, dove si arruola nel corpo dei Lancieri, partecipando alla spedizione francese in Belgio nel 1831.
Aderisce anche all'associazione dei Veri Italiani che opera in sintonia con la Giovine Italia di Giuseppe Mazzini. Rientrato in Italia nel 1832, si dà alla propaganda antiborbonica a Napoli, che gli vale il confino a Chieti (1833), quindi il nuovo espatrio in Francia, a seguito dell'arresto di diversi cospiratori tra i quali il padre. Egli stesso viene condannato in contumacia. In Francia si unisce in matrimonio con Giuseppina Thommasset.
Nel 1844 ottiene la grazia e rientra in Italia. Nel 1848 è uno dei primi ad organizzare la Guardia Nazionale, combattendo a Napoli, ma in seguito alla restaurazione deve nuovamente fuggire. Nel luglio 1849 si trova a Roma nella difesa della Repubblica romana, ma dopo la sconfitta dei garibaldini deve nuovamente fuggire prima in Francia, quindi in Spagna.
Nel maggio 1860 è a Genova, quindi si reca a Napoli per unirsi ai rivoluzionari, e successivamente è destinato a Teramo con la nomina di maggiore della Guardia Nazionale; qui organizza il governo provvisorio. Nel mese di settembre è in procinto di raggiungere Napoli in compagnia di Clemente de Caesaris, ma i due vengono arrestati a Pescara e rinchiusi nella fortezza, con il rischio di fucilazione; tuttavia riescono a convincere il Comandante borbonico di quel presidio a cedere la fortezza alla Guardia Nazionale di Chieti, essendo ormai Garibaldi già entrato a Napoli ed il re Ferdinando II rifugiatosi nella fortezza di Capua. Libero, raggiunge la fortezza di Civitella del Tronto, che dopo una sanguinosa resistenza cade il 20 marzo 1861.
Antonio Tripoti viene nominato Comandante dei Volontari del Gran Sasso, ripristinando l'ordine nei dintorni di Isernia, libera le prigioni di Rivisondoli, Roccaraso e Castel di Sangro, e si scontra con le truppe borboniche sul Macerone.
Con lo scioglimento dell'Esercito Meridionale dei Volontari si dimette, e viene nominato da Enrico Cialdini (agosto 1862) ispettore della Guardia Nazionale Mobile, liberando la provincia di Teramo dal brigantaggio.
Nel 1862, quando ha termine la luogotenenza in Napoli si ritira a vita privata, dopo aver riservato le sue migliori energie nella lotta per l'Unità d'Italia. Anche i suoi due figli furono ferventi patrioti: Savino (1840-1882) fu volontario già nel 1859 nella guerra dichiarata all'Austria, Luigi (1846-1931) si arruolò nei garibaldini appena quattordicenne.
Per i servigi resi a favore dell'Italia, Tripoti venne nominato Ispettore Forestale, ricoprendo tale ufficio sino alla morte. La sua città natale lo ha ricordato con un busto e con l'intestazione di una via.

## Opere
- Antonio Tripoti, Al popolo dell'Abruzzo Ultra, Napoli, Marchese, 1860.
- Fabrizio Tripoti: UN CONTRADDITTORIO FATTO DEL RISORGIMENTO ABRUZZESE (2000 e successive) solo a.c. e introduzione di Fabrizio Tripoti. Contiene: ANTONIO TRIPOTI AL POPOLO DEL 1° ABRUZZO ULTRA - 1860 - solo stampa presso Edizioni Nuova Cultura Roma 2005 e successiva PUBBLICAZIONE c/o “ilmiolibro” 2009
- Fabrizio Tripoti: SPARATE AI PIEMONTESI. Un contraddittorio fatto del Risorgimento nel 1860 (L’ “affaire Tripoti” - Cavour e Garibaldi al passaggio dei piemontesi dalle Marche agli Abruzzi) - PUBBLICAZIONE c/o “ilmiolibro” Roma 2009